# L'Héroïsme de Paddy
Pour plus de détails, voir Fiche technique et Distribution.
L'Héroïsme de Paddy est un film muet français réalisé par Abel Gance et sorti en 1915.

## Fiche technique
- Titre : L'Héroïsme de Paddy
- Réalisation : Abel Gance
- Scénario : Abel Gance
- Chef opérateur : Léonce-Henri Burel
- Production : Louis Nalpas
- Société de production : Vandal et Delac
- Pays de production :  France
- Date de sortie : 1915

## Distribution
- Louise Colliney
- Albert Dieudonné
- Georges Raulin